# LAC Passau
Der Leichtathletikclub Passau (LAC Passau) ist ein Leichtathletikverein aus der niederbayerischen Stadt Passau.

## Geschichte
Der LAC Passau ging aus der 1970 neu gegründeten Abteilung Leichtathletik des 1. FC Passau hervor. Die Abspaltung vom Stammverein wurde im Juli 2019 notariell besiegelt. Im August 2019 konnte der LAC Passau in das Vereinsregister beim Amtsgericht Passau eingetragen werden. 
Der Deutsche Leichtathletik-Verband führt in seinem Vereinsranking für 2021 den LAC Passau als drittstärksten bayerischen Verein im nationalen Vereinsranking. Ein prominentes Mitglied ist der Weitspringer und Läufer Maximilian Entholzner.

## Innerstädtische Konkurrenz
In Passau gibt es mit der Leichtathletikgemeinschaft Passau (LG Passau) einen weiteren Leichtathletikverein, mit dem der LAC Passau nicht verwechselt werden darf. Insbesondere bei lokalen und regionalen Sportveranstaltungen stehen die Mitglieder manchmal im direkten Wettbewerb.